# Hermann Müller (politikus)
Hermann Müller (Mannheim, 1876. május 18. – Berlin, 1931. március 20.) a Weimari köztársaság külügyminisztere, majd két alkalommal kancellárja és a Német Szociáldemokrata Párt vezetője volt. Második kancellársága alatt a nagy gazdasági világválság megoldhatatlan feladat elé állította és lemondásra kényszerült.

## Élete
Hermann Müller 1876. május 18-án született Mannheimban, egy középosztálybeli család gyermekeként. 1889-ben a szocialdemokrata Görlitzer Zeitung szerkesztője lett. 1906-ban a Német Szociáldemokrata Párt végrehajtó bizottságának tagjává választották, ahol a mérsékelt középszárnyat képviselte. 1914 júliusában Franciaországba küldték, hogy a háborút ellenző, ottani szocialista ellenzékkel egyeztessen. Küldetése azonban nem járt sikerrel. 1916-ban Müller a Reichstag alsóházának tagja lett. Az 1918–19-es németországi forradalom után az új, átmeneti kormány tagja lett. Külügyminiszterként neki kellett aláírnia a versailles-i békeszerződést.
1920 márciusában, a Kapp-puccs sikertelensége után első ízben kancellárrá választották. Megbízatása a júniusi választásokig tartott. 1920 után Müllert választották a Német Szociáldemokrata Párt élére. Az 1928-as választások a szociáldemokraták sikerét hozták el, így Müller ismét kancellár lett és a mérsékelt pártokkal együtt koalíciós kormányt alakított. Hivatali ideje alatt Németország haditengerészeti fejlesztésekbe kezdett és sikerre vitte a Young-tervet, aminek köszönhetően a versailles-i békeszerződés értelmében Németország által fizetendő jóvátétel nagyságát csökkentették. A bekövetkező nagy gazdasági világválság következtében azonban a koalíció felbomlott. Mivel a pártja a munkanélküliek részére több juttatást szeretett volna kieszközölni, ezért 1930. március 27-én lemondásra kényszerült. 1931. március 20-án hunyt el Berlinben.